# 광축
광축(光軸)은 광학에서 빛이 통과하는 어떤 매질이 회전대칭성을 가질 때 그 대칭축을 가리키는 용어다. 몇 가지 경우에 대해 다음과 같이 조금씩 다른 의미로 쓰이고 있다.
- 일반적인 광학계에서 광축은 빛이 투과하는 광로를 가리키는 가상의 선이다. 렌즈나 거울에서 광축은 곡면이 회전대칭성을 갖는 곡률 중심을 지난다. 많은 경우 광학계의 기하학적인 대칭축과 같지만 그렇지 않은 경우도 있다.
- 복굴절 물질에서, 광축은 광학 이방성 축을 가리킨다. 이 경우 광축은 빛이 투과하는 방향에 수직하다.
- 광섬유에서 광축은 광섬유의 중앙을 지나는 선이다.

## 같이 보기
- 결정의 광축
- 광선